# Paolo Mercuri
Paolo Baldassarre Mercuri (Roma, 20 dicembre 1804 – Bucarest, 30 aprile 1884) è stato un incisore italiano.

## Biografia
Paolo Mercuri nacque a Roma nel 1804 da Vincenzo Mercuri e sua moglie Barbara Battaglia, in un casale situato circa tre miglia fuori porta Portese. Qualche anno dopo la nascita di Paolo, durante il periodo dell'occupazione napoleonica dello Stato della Chiesa, Vincenzo Mercuri fu costretto a vendere il casale e la vigna attigua, e si trasferì con la famiglia a Marino, dove prese in affitto una vigna della famiglia Salviucci e trovò alloggio nell'abbandonato convento dei padri agostiniani. I frati infatti erano stati cacciati dal convento in ottemperanza al decreto napoleonico di scioglimento degli ordini religiosi. Il giovane Paolo dimostrò subito una grande abilità nel disegno, ricopiando antiche stampe abbandonate dai frati nel convento: rimasto orfano di madre nel 1813, nel 1816 venne ammesso presso l'ospizio di San Michele a Ripa Grande in Roma. Insieme a quello che diventò suo amico fraterno, Luigi Calamatta, iniziò a frequentare nel 1819 l'Accademia di San Luca, e a studiare i capolavori di Michelangelo e Raffaello conservati in Vaticano; nel 1820 fu segnalato per il primo premio al merito dell'Accademia di San Luca.
Antonio Canova in persona notò l'abilità del Mercuri mentre dipingeva un "Gesù" e un "San Pietro" su commissione della Parrocchiale di Piedimonte San Germano. Il Canova segnalò l'artista al cardinale Ercole Consalvi, che a sua volta lo menzionò a papa Pio VII, il quale gli aveva concesso una pensione di cinque scudi. Paolo Mercuri così rifiutò anche richieste di trasferirsi all'estero, prima a Londra, poi a Madrid, trasferitosi in una casa di via di San Teodoro, alle falde del Palatino. Ricevette un'importante commissione da Camille Bonnard: riprodurre duecento costumi medioevali italiani. Il Mercuri così girò in lungo e in largo l'Italia, e al suo ritorno a Roma ottenne la commissione di realizzare un ritratto di papa Leone XII.
Dopo la morte del padre, si recò finalmente in Francia dove, assieme allo scrittore Felix Feuillet, realizzò le illustrazioni per le Favole di La Fontaine. Addirittura il giornale parigino Le bon sens chiese al governo la cittadinanza francese per Mercuri, il quale invece ottenne il riconoscimento del titolo di cavaliere dell'Ordine di San Gregorio Magno dal Papa. Trasferitosi ormai a Parigi, nel quartiere di Pigalle, conobbe i grandi artisti francesi dell'epoca prima di venire richiamato a Roma a capo della Calcografia Centrale, nel 1839: mantenne l'incarico di direttore anche dopo l'unificazione dell'Italia nel 1870. Nel 1875 venne sostituito come direttore della Calcografia Centrale dal suo vice-direttore, Marcucci.
Aveva sposato Anna Maria Cenci, con la quale ebbe tre figli, di cui solo una sopravvisse all'infanzia: Enrichetta Mercuri, che nel 1877 sposò un avvocato rumeno trasferendosi a Bucarest.  Ormai anziano, Paolo Mercuri decise di trasferirsi in Romania con la figlia e lì morì, nel 1884.

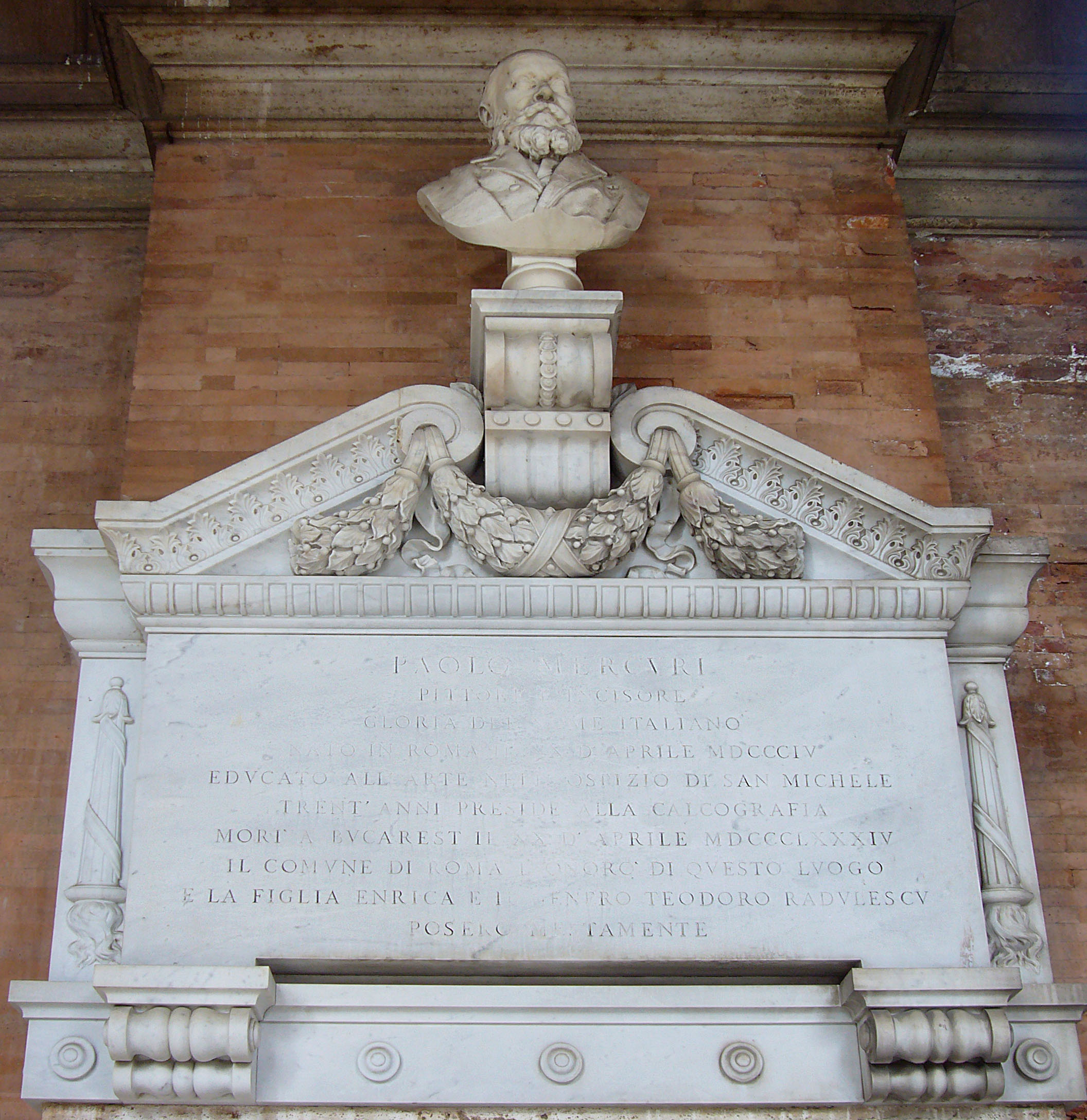
Monumento funebre di Mercuri al Verano

Il suo corpo venne portato a Roma e sepolto nel Cimitero del Verano. A Roma, gli è stata intitolata una strada del rione Prati, mentre a Marino, città nella quale egli visse per molti anni, gli è stata intitolata una strada del rione Castelletto e, dal 1921, l'Istituto Statale d'Arte Paolo Mercuri.

## Onorificenze
- Ordine equestre pontificio di San Gregorio Magno